# 西文街駅
西文街駅（せいぶんがいえき）は、中華人民共和国浙江省杭州市拱墅区西文街と灯塔巷の交差点に位置する杭州地下鉄5号線の駅である。

## 歴史
建設時の仮駅名は「再行路駅」であった。
- 2020年4月23日：開業[2][3]。

## 駅構造
島式ホーム1面2線を有する地下駅。

### のりば

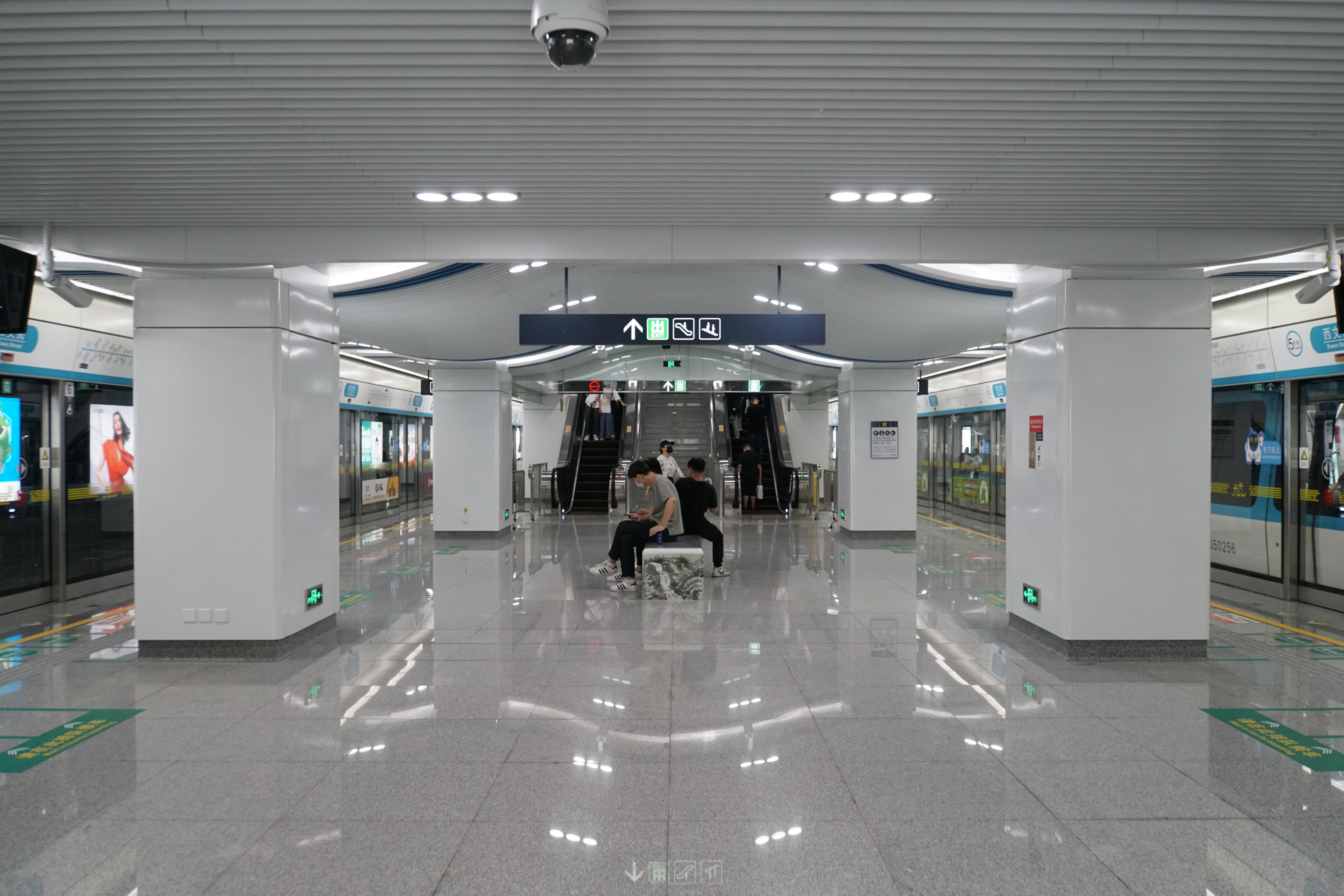
ホーム
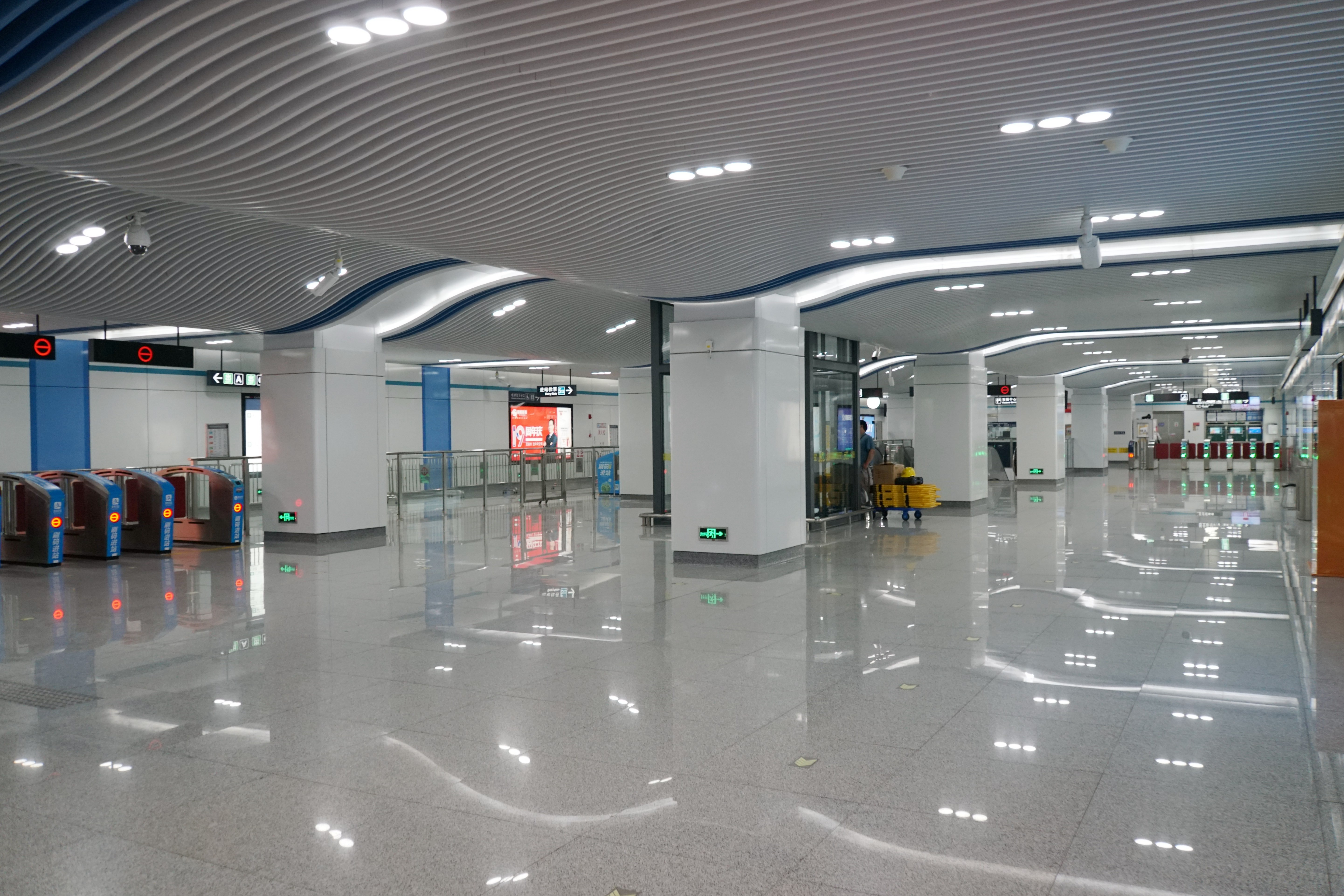
コンコース

案内上ののりば番号は設定されていない。
| 路線    | 方向 | 行先                       |
| ------- | ---- | -------------------------- |
| ■ 5号線 | 下り | 南湖東方面                 |
| ■ 5号線 | 上り | 城站・火車南站・姑娘橋方面 |

（出典：杭港地下鉄:内部空间示意图）
- ホーム
- コンコース

## 駅周辺
- 水印康庭
- 西聯広場 - A出入口直結
  - 礼頓ホテル
- 西文南苑
- 方円金街
- 方円府
- 琥珀中心
- 中国杭州人力資源服務産業园
- 創新中国産業园
- 杭州市観城武林小学
- 尚御華庭

## 隣の駅
杭州地下鉄
■ 5号線
善賢駅 - 西文街駅 - 東新園駅